# Viva, Viva a FRELIMO
Viva, viva o FRELIMO war von 1975 bis 2002 die offizielle Nationalhymne von Mosambik.
Komponiert wurde die Hymne 1975 von Justino Sigaulane Chemane.
Sie erinnert textlich und thematisch sehr stark an Pátria, die Hymne von Osttimor. Die in der Hymne angesprochene FRELIMO ist die Partei, die 1975 die Unabhängigkeit des Landes herbeiführte und bis 1994 einzig zugelassene Staatspartei war. Die Partei blieb auch nach den freien Parlamentswahlen in Mosambik 1994 an der Macht. Aufgrund des Übergangs zum Mehrparteiensystem wurde vom selben Komponisten jedoch 2002 die neue Hymne Pátria Amada komponiert, in der FRELIMO nicht mehr erwähnt ist.

## Portugiesischer Text
Viva, viva a FRELIMO,
Guia do Povo Moçambicano!
Povo heróico qu'arma em punho
O colonialismo derubou.
Todo o Povo unido
Desde o Rovuma até o Maputo,
Luta contra imperialismo
Continua e sempre vencerá.
Refrão:
Viva Moçambique!
Viva a Bandeira, simbolo Nacional!
Viva Moçambique!
Que por ti o Povo lutará.
Unido ao mundo inteiro,
Lutando contra a burguesia,
Nossa Pátria será túmulo
Do capitalismo e exploração.
O Povo Moçambicano
De operários e de camponeses,
Engajado no trabalho
A riqueza sempre brotará.
Refrão

## Deutsche Übersetzung
Lang lebe FRELIMO,
Führer des Mosambikanischen Volkes,
des heroischen Volkes, das, mit dem Gewehr in der Hand,
den Kolonialismus überwand.
Das ganze Volk vereint
von Rovuma bis Maputo,
kämpft gegen den Imperialismus
und wird es weiter tun und siegen.
Chor:
Lang lebe Mosambik!
Lang lebe unsere Fahne, Symbol der Nation!
Lang lebe Mosambik!
Für dich wird das Volk kämpfen.
Gemeinsam mit der ganzen Welt
gegen die Bourgeoisie kämpfend,
wird unser Land zum Grab von
Kapitalismus und Ausbeutung.
Das Mosambikanische Volk,
Arbeiter und Bauern,
arbeitend
werden immer Wohlstand herstellen.
Chor